# Zatrephes bifasciata
Zatrephes bifasciata là một loài bướm đêm thuộc phân họ Arctiinae, họ Erebidae.